# Recopa de la Concacaf 1996
La Recopa de 1996 se jugó entre noviembre de 1995 y junio de 1996 y contó con la participación de equipos campeones de copa de Norteamérica, Centroamérica y el Caribe.
El torneo fue abandonado y no hubo campeón.

## Zona Norteamericana
Richmond Kickers de Estados Unidos clasificó automáticamente a la ronda final.

## Zona del Caribe

### Primera ronda
| Equipo Local Ida | Resultado | Equipo Visitante Ida | Ida   | Vuelta |
| ---------------- | --------- | -------------------- | ----- | ------ |
| United Petrotrin | 6 - 1     | Robinhood            | 4 - 1 | 2 - 0  |

### Segunda ronda
| Equipo Local Ida | Resultado | Equipo Visitante Ida | Ida   | Vuelta |
| ---------------- | --------- | -------------------- | ----- | ------ |
| United Petrotrin | 0 - 2     | Sirocco Les Abymes   | 0 - 1 | 0 - 1  |

## Zona de Centroamérica

### Primera ronda
| Equipo Local Ida | Resultado | Equipo Visitante Ida | Ida | Vuelta |
| ---------------- | --------- | -------------------- | --- | ------ |
| Juventus         | w/o       | San Marcos           | -   | -      |

- San Marcos abandonó el torneo, Juventus Orange Walk califica.

### Segunda ronda

#### Olimpia - Árabe Unido
| 31 de mayo de 1996 | Árabe Unido | 0:1 (0:1) | Olimpia                  | Estadio Armando Dely Valdés, Ciudad de Colón |  |
|                    |             |           | Eugenio Dolmo Flores 28' |                                              |  |

| 2 de junio de 1996 | Olimpia            | 1:0 (0:0) | Árabe Unido | Estadio Armando Dely Valdés, Ciudad de Colón |  |
|                    | Nahúm Espinoza 50' |           |             |                                              |  |

#### Municipal - Juventus Orange Walk
| Equipo Local Ida     | Resultado | Equipo Visitante Ida | Ida   | Vuelta |
| -------------------- | --------- | -------------------- | ----- | ------ |
| Juventus Orange Walk | 3 - 5     | Municipal            | 3 - 4 | 0 - 1  |

## Ronda final
- Richmond Kickers
- Olimpia
- Municipal
- Sirocco Les Abymes

La ronda no se jugó por motivos desconocidos, por lo que el torneo fue cancelado los y 4 equipos fueron clasificados a la Recopa de la Concacaf 1997.